# Victor Torp
Victor Torp (Lemvig, 30 luglio 1999) è un calciatore danese, centrocampista del Coventry City.

## Caratteristiche tecniche
È un centrocampista centrale.

## Carriera

### Club
Cresciuto nelle giovanili del Lemvig, è successivamente entrato a far parte di quelle del Midtjylland. Aggregato in prima squadra a partire dalla stagione 2016-2017, si è accomodato in panchina per la prima volta in Superligaen in data 12 maggio 2017, in occasione della sconfitta per 5-2 subita sul campo del SønderjyskE.
Dopo un biennio con il Midtjylland, per la stagione 2018-2019 è stato ceduto al Fredericia con la formula del prestito. Il 29 luglio 2018 ha esordito quindi in 1. Division, trovando anche una rete nella sconfitta per 3-2 subita sul campo del Næstved. Al termine dell'annata, ha fatto ritorno al Midtjylland. Rimasto in squadra fino al mese di gennaio 2020, è stato poi prestato ancora al Fredericia, per cui ha totalizzato 15 presenze e 5 reti in campionato.
Il 18 settembre 2020, Torp ha rinnovato il contratto che lo legava al Midtjylland fino al 2025 e, contestualmente, è stato ceduto al Lyngby con la formula del prestito. Ha debuttato quindi in Superligaen in data 28 settembre, sostituendo Kasper Enghardt nella sconfitta per 4-1 in casa del Nordsjælland. Il 1º novembre 2020 ha siglato la prima rete nella massima divisione locale, nella partita persa per 4-2 sul campo del Copenaghen.
Rientrato nuovamente al Midtjylland per fine prestito, il 16 luglio 2021 ha trovato l'esordio con questa maglia: ha sostituito Anders Dreyer nella partita persa per 1-2 contro l'Odense.
Il 31 agosto 2021, Torp è passato ai belgi del Kortrijk, sempre in prestito. Ha giocato la prima partita in Pro League il successivo 19 settembre, sostituendo Mathias Fixelles nella vittoria per 1-0 sul Gent.
L'8 giugno 2022 è stato ufficializzato il suo passaggio a titolo definitivo ai norvegesi del Sarpsborg 08: ha firmato un contratto valido fino al 31 luglio 2025. Il trasferimento sarebbe stato ratificato a partire dal 1º agosto, data di riapertura del calciomercato locale. Ha scelto di vestire la maglia numero 29.
L'11 gennaio 2024 è stato tesserato dagli inglesi del Coventry City, firmando un contratto quadriennale.

### Nazionale
Ha giocato nelle nazionali giovanili danesi Under-17, Under-18, Under-19 ed Under-20.

## Statistiche

### Presenze e reti nei club
Statistiche aggiornate al 1º agosto 2022.
| Stagione            | Club                | Campionato          | Campionato | Campionato | Coppe nazionali | Coppe nazionali | Coppe nazionali | Coppe continentali | Coppe continentali | Coppe continentali | Supercoppe | Supercoppe | Supercoppe | Totale | Totale |
| Stagione            | Club                | Comp                | Pres       | Reti       | Comp            | Pres            | Reti            | Comp               | Pres               | Reti               | Comp       | Pres       | Reti       | Pres   | Reti   |
| ------------------- | ------------------- | ------------------- | ---------- | ---------- | --------------- | --------------- | --------------- | ------------------ | ------------------ | ------------------ | ---------- | ---------- | ---------- | ------ | ------ |
| 2016-2017           | Midtjylland         | SL                  | 0          | 0          | CD              | 0               | 0               | UEL                | 0                  | 0                  | -          | -          | -          | 0      | 0      |
| 2017-2018           | Midtjylland         | SL                  | 0          | 0          | CD              | 0               | 0               | UEL                | 0                  | 0                  | -          | -          | -          | 0      | 0      |
| 2018-2019           | Fredericia          | 1D                  | 19         | 4          | CD              | 3               | 0               | -                  | -                  | -                  | -          | -          | -          | 22     | 4      |
| 2019-gen. 2020      | Midtjylland         | SL                  | 0          | 0          | CD              | 0               | 0               | -                  | -                  | -                  | -          | -          | -          | 0      | 0      |
| gen.-giu. 2020      | Fredericia          | 1D                  | 15         | 5          | CD              | -               | -               | -                  | -                  | -                  | -          | -          | -          | 15     | 5      |
| Totale Fredericia   | Totale Fredericia   | Totale Fredericia   | 34         | 9          |                 | 3               | 0               |                    | -                  | -                  |            | -          | -          | 37     | 9      |
| 2020-2021           | Lyngby              | SL                  | 30         | 4          | CD              | 3               | 5               | -                  | -                  | -                  | -          | -          | -          | 33     | 9      |
| lug.-ago. 2021      | Midtjylland         | SL                  | 1          | 0          | CD              | 0               | 0               | UCL+UEL            | 0                  | 0                  | -          | -          | -          | 1      | 0      |
| Totale Midtjylland  | Totale Midtjylland  | Totale Midtjylland  | 1          | 0          |                 | 0               | 0               |                    | 0                  | 0                  |            | -          | -          | 1      | 0      |
| ago. 2021-2022      | Kortrijk            | D1                  | 9          | 0          | CB              | 2               | 0               | -                  | -                  | -                  | -          | -          | -          | 11     | 0      |
| ago.-dic. 2022      | Sarpsborg 08        | ES                  | 13         | 2          | CN              | -               | -               | -                  | -                  | -                  | -          | -          | -          | 13     | 2      |
| 2023                | Sarpsborg 08        | ES                  | 30         | 6          | CN              | 3               | 1               | -                  | -                  | -                  | -          | -          | -          | 33     | 7      |
| Totale Sarpsborg 08 | Totale Sarpsborg 08 | Totale Sarpsborg 08 | 43         | 8          |                 | 3               | 1               |                    | -                  | -                  |            | -          | -          | 46     | 9      |
| gen.-giu. 2024      | Coventry City       | FLC                 | 0          | 0          | FACup+CdL       | 0               | 0               | -                  | -                  | -                  | -          | -          | -          | 0      | 0      |
| Totale              | Totale              | Totale              | 117        | 21         |                 | 11              | 6               |                    | 0                  | 0                  |            | -          | -          | 128    | 27     |